# 왕푸리
왕푸리(중국어: 王馥荔, 병음: Wáng Fùlì, 한자음: 왕복려, 1949년 11월 12일 ~ )는 중국의 가수, 배우이다. 장쑤성 쉬저우시에서 태어났다.

## 영화
- 욕혈동정 (2012년)
- 심플 라이프 (2011년) - 로저 어머니 역
- 틈관동 2 (2009년)
- 건국대업 (2009년)
- 톈윈 산 전기 (1980년)